# 刀浪花银汉鱼
刀浪花魚（学名：Iso rhothophilus），又名澳洲浪花銀漢魚、沙丁魚，为輻鰭魚綱銀漢魚目浪花魚科浪花銀漢魚屬下的一个种，為亞熱帶海水魚，分布於印度太平洋海域，深度0-2公尺，體長可達7.5公分，棲息在沿岸激浪區，生活習性不明。